# Grunerit
Das Mineral Grunerit, auch Grünerit, Amosit oder Braunasbest genannt, ist ein eher selten vorkommendes Kettensilikat aus der Gruppe der Amphibole. Es kristallisiert im monoklinen Kristallsystem mit der chemischen Zusammensetzung (Fe2+,Mg)7[OH|Si4O11]2 und entwickelt meist nadelige bis faserige, radialstrahlige Kristalle und Aggregate von aschgrauer oder bräunlichgrüner bis brauner Farbe. Die Kristalle können durchscheinend sein und zeigen auf ihren Flächen Glasglanz, bei undurchsichtigem, faserigem Habitus zeigt die Oberfläche schimmernden Perlglanz.

## Etymologie und Geschichte
Erstmals entdeckt wurde Grunerit durch den schweizerisch-französischen Chemiker Emmanuel Ludwig (Louis) Gruner (1809–1883) im „Ravine de Sarvengude“ bei Collobrières in Frankreich, der das Mineral auch analysierte und 1847 beschrieb. 1853 benannte Gustav Adolf Kenngott das Mineral nach seinem Entdecker.

## Klassifikation
In der veralteten 8. Auflage der Mineralsystematik nach Strunz gehörte der Grunerit zur Mineralklasse der „Silikate“ und dort zur Abteilung „Kettensilikate und Bandsilikate (Inosilikate)“, wo er gemeinsam mit Cummingtonit, Klino-Suenoit und Klino-Ferro-Suenoit in der „Cummingtonit-Reihe“ mit der Systemnummer VIII/D.05a steht.
In der zuletzt 2018 überarbeiteten Lapis-Systematik nach Stefan Weiß, die formal auf der alten Systematik von Karl Hugo Strunz in der 8. Auflage basiert, erhielt das Mineral die System- und Mineralnummer VIII/F.07-030. Dies entspricht der Klasse der „Silikate“ und dort der Abteilung „Ketten- und Bandsilikate“, wo Grunerit zusammen mit Cummingtonit, Klino-Ferri-Holmquistit, Klino-Ferro-Ferri-Holmquistit, Klino-Ferro-Suenoit (Q), Klino-Holmquistit (D) und Klino-Suenoit die Gruppe der „Mg-Fe-Mn-Amphibole“ mit der Systemnummer VIII/F.07 bildet.
Die von der International Mineralogical Association (IMA) zuletzt 2009 aktualisierte 9. Auflage der Strunz’schen Mineralsystematik ordnet den Grunerit in die Klasse der „Silikate und Germanate“ und dort in die Abteilung „Ketten- und Bandsilikate (Inosilikate)“ ein. Hier ist das Mineral in der Unterabteilung „Ketten- und Bandsilikate mit 2-periodischen Doppelketten, Si4O11; Amphibol-Familie, Klinoamphibole“ zu finden, wo es zusammen mit Anthophyllit, Cummingtonit, Klino-Ferro-Ferri-Holmquistit, Ferri-Pedrizit, Ferro-Anthophyllit, Ferro-Gedrit, Ferro-Holmquistit, Fluoro-Pedrizit, Gedrit, Holmquistit, Klino-Suenoit, Ferro-Ferri-Pedrizit, Ferro-Papikeit, Proto-Anthophyllit, Proto-Ferro-Anthophyllit und Proto-Ferro-Suenoit die „Mg,Fe,Mn-Klinoamphibolgruppe“ mit der Systemnummer 9.DE.05 bildet.
In der vorwiegend im englischen Sprachraum gebräuchlichen Systematik der Minerale nach Dana hat Grunerit die System- und Mineralnummer 66.01.01.03. Das entspricht der Klasse der „Silikate“ und dort der Abteilung „Kettensilikate: Doppelte unverzweigte Ketten, W=2“. Hier findet er sich innerhalb der Unterabteilung „Kettensilikate: Doppelte unverzweigte Ketten, W=2 Amphibol-Konfiguration“ in der „Gruppe 1, Mg-Fe-Mn-Li-Amphibole (Monoklin)“, in der auch Cummingtonit, Klino-Suenoit, Klino-Ferro-Suenoit, Ferri-Pedrizit, Ferro-Ferri-Pedrizit, Fluoro-Pedrizit und Klino-Ferro-Ferri-Holmquistit eingeordnet sind.

## Kristallstruktur
Grunerit kristallisiert monoklin in der Raumgruppe C2/m (Raumgruppen-Nr. 12) mit den Gitterparametern a = 9,56 Å; b = 18,38 Å; c = 5,34 Å und β = 101,9° sowie zwei Formeleinheiten pro Elementarzelle.

## Modifikationen und Varietäten
Feinfaserige, asbestartige Varietäten des Grunerits werden als Amosit bezeichnet.

## Bildung und Fundorte
Grunerit bildet sich durch Kontaktmetamorphose in mittel- bis hochgradigen Eisen-Formationen und einigen Blauschiefern. Begleitminerale sind unter anderem Fayalit, Granate, Hämatit, Hedenbergit, Magnetit, Quarz und Riebeckit.
Weltweit konnte Grunerit bisher (Stand: 2010) an rund 150 Fundorten nachgewiesen werden, so in Australien, Bolivien, Brasilien, China, Finnland, Frankreich, Indien, Japan, Kamerun, Kanada, Madagaskar, Norwegen, Österreich, Portugal, Russland, Schweden, Slowakei, Spanien, Südafrika, Tschechien, Ukraine, Ungarn, im Vereinigten Königreich (Großbritannien) und in den Vereinigten Staaten (USA).
Amosit wird vor allem in Südafrika in den Asbestos Mines of South Africa abgebaut. Der Begriff ist ein Kunstwort aus der Abkürzung der südafrikanischen Minengesellschaft A.M.O.S.

## Verwendung
Amosit darf als asbestartiges Material heute in Europa nicht mehr verwendet werden. In anderen Ländern wird es aber zum Teil noch als Baumaterial eingesetzt.

## Vorsichtsmaßnahmen
Bei längerer Exposition besteht die Gefahr ernster Gesundheitsschäden durch Einatmen. Der Stoff kann Krebs verursachen.